# Pénte Ekklisíes
Pénte Ekklisíes är en ort i Grekland.   Den ligger i prefekturen Thesprotia och regionen Epirus, i den nordvästra delen av landet, 300 km nordväst om huvudstaden Aten. Pénte Ekklisíes ligger 389 meter över havet och antalet invånare är 171.
Terrängen runt Pénte Ekklisíes är varierad. Runt Pénte Ekklisíes är det mycket glesbefolkat, med 6 invånare per kvadratkilometer. Närmaste större samhälle är Filiátes, 13,5 km väster om Pénte Ekklisíes. I omgivningarna runt Pénte Ekklisíes växer i huvudsak blandskog.